# Thomas Chatterton

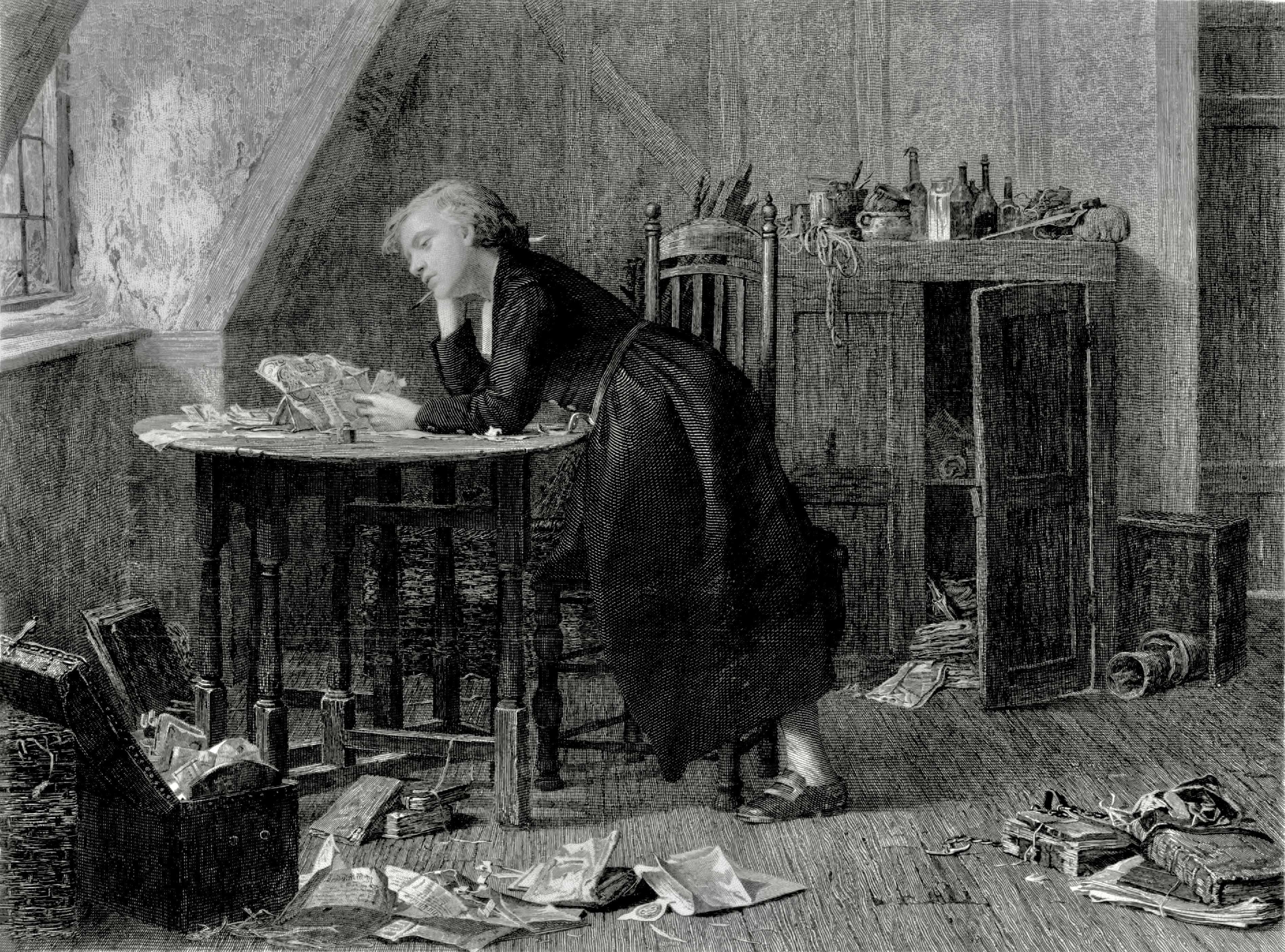
Thomas Chatterton, gravure uit 1875.

Thomas Chatterton (Bristol, 20 november 1752 - Londen, 28 augustus 1770) was een Engels schrijver en dichter. Hij maakte gefalsificeerde pseudo-Middeleeuwse poëzie en pleegde zelfmoord op jonge leeftijd, waarmee hij tot een romantisch embleem werd van de tragische jonge dichter.  

## Leven en werk
Chattertons vader, een extravagante onderwijzer die ook dichtte en zich met occulte zaken bezighield, overleed kort voor zijn geboorte. Zijn moeder moest rond zien te komen van de karige opbrengst van een naaischooltje. Op veertienjarige leeftijd trad hij in dienst bij een notaris. Tijdens zijn werk begon hij fictieve vijftiende-eeuwse poëzie te schrijven, die hij presenteerde als gemaakt door de door hem in de notariële archieven ontdekte priester-dichter Tomas Rowley, de biechtvader van een historische burgemeester van Bristol. Wat eigenlijk begonnen was als een onschuldig tijdverdrijf, leidde uiteindelijk tot een literaire falsificatie vrijwel zonder weerga: de Rowley Poems. De gedichten pasten in de achttiende-eeuwse hang naar het mysterieuze uit de Middeleeuwen, later ook wel omschreven als "gothic". Voor Chatterton had het duistere verleden een allegorische betekenis in het geestelijke isolement waarin hij leefde. Hij schreef in een eigen idioom, dat hij "antiek" maakte met behulp van etymologische woordenboeken. De gedichten kenmerken zich door een bijzondere sensitiviteit, fijngevoelige intuïtie en een grote liefde voor de natuur. Anders dan in zijn tijd gebruikelijk waren het ruwe en groteske volledig afwezig.

The death of Chatterton, Henry Wallis, 1856.

Nadat Chatterton door zijn werkgever was ontslagen vertrok hij naar Londen. Gesterkt door de aandacht die zijn gefalsificeerde gedichten inmiddels hadden getrokken, probeerde hij daar van de pen te leven, onder zijn eigen naam. Hij schreef gedichten, satires, essays en zelfs een libretto, prees ze aan bij Horace Walpole, maar zijn werk werd overal afgewezen. Hij leefde in een erbarmelijke armoe, liefdadigheid wees hij af en uiteindelijk benam hij zich op een zolderkamertje het leven met arsenicum, nog geen achttien jaar oud.

## Postume waardering
Na Chattertons dood ontstond er rondom zijn "Rowleians" een heuse polemiek in de Londense literaire wereld, die in volle omvang losbartstte bij de eerste volledige uitgave ervan in 1777. Het zou nog tot diep in de jaren 1780 duren aleer algemeen erkend werd dat Chatterton zelf de schrijver ervan moest zijn geweest.
Ondertussen was Chatterton tot een embleem geworden van de tragische jonge dichter en het sublieme. Rond 1800 gold hij als een voorbeeld voor de dichters uit de Engelse romantiek, zoals John Keats, Percy Bysshe Shelley, William Wordsworth en Samuel Taylor Coleridge, die hem allemaal bezongen. In Nederland schreef Jan Jakob Lodewijk ten Kate een lang gedicht over hem. Alfred de Vigny schreef een toneelstuk over zijn leven, Leoncavallo een opera. Henry Wallis schilderde een dramatisch portret van Chatterton op zijn doodsbed, dat prijkt op de omslag van Jeroen Brouwers' De laatste deur (1983), een boek over zelfmoord in de literatuur. Frans Kellendonk schreef een kort verhaal over zijn dood (1983, in Namen en gezichten). Peter Ackroyd schreef zijn (deels fictieve) biografie (1987). Serge Gainsbourg schreef het nummer 'Chatterton'(1968) dat een reeks tragische figuren die zelfmoord pleegden bezingt.

## Citaat uitCoernyke
| Bie hys owne sworde forslagen doth he lye; Yblente he was to see thie boolie eyne. | Door zijn eigen zwaard verslagen lag hij daar, Verblind kon hij zien haar mooie ogen. |